# NGC 1058
NGC 1058 (другие обозначения — UGC 2193, IRAS02403+3707, MCG 6-7-1, ZWG 523.96, ZWG 524.5, KUG 0240+371, PGC 10314) — спиральная галактика (Sc) в созвездии Персей.
Этот объект входит в число перечисленных в оригинальной редакции «Нового общего каталога».
NGC 1058 обладает активным ядром и относится к сейфертовским галактикам типа II.
В галактике обнаружен ультраяркий рентгеновский источник
В галактике вспыхнула сверхновая звезда SN 1961V типа II, с пиковой звёздной величиной 12,5. Однако, наблюдаемое явление оспаривается и интерпритируется как вспышка звезды по типу Эта Киля. Также наблюдалась сверхновая SN 1969L типа II p с пиковой звёздной величиной 13,2, и SN 2007gr типа I с, с пиковой звёздной величиной 12,7.
Галактика является прародителем для группы галактик, а также сама входит в более крупные группы NGC 1023, LDC 160, HDC 155.
Галактика NGC 1058 входит в состав группы галактик NGC 1023. Помимо NGC 1058 в группу также входят ещё 22 галактики.